# Ворскла (футбольний клуб)
«Во́рскла» — український футбольний клуб, що виступає у Прем'єр-лізі. Володар Кубка України 2009 року та дворазовий бронзовий призер чемпіонату України (1996—1997 і 2017—2018). Заснований 5 січня 1955 року.
До 1996 року «Ворскла» грала у першій лізі. Виборовши право грати у найвищому дивізіоні, команда з першої спроби посіла третє місце і отримала путівку до Кубку УЄФА. У сезоні 2017/2018 «Ворскла» вдруге в історії здобула бронзові медалі чемпіонату України. Дві бронзи залишаються найвищим досягненням клубу в чемпіонатах України.

## Колишні назви
- «Колгоспник» (1955–1964)
- «Колос» (1965–1967, 1973–1982)
- «Сільбуд» (1968)
- «Будівельник» (1969–1972)
- «Ворскла» (1984–2003)
- «Ворскла-Нафтогаз» (2003–2005)

Сучасна назва з 2005 року.

## Історія

### Заснування і перші роки
У 1955 році в Полтаві створили команду «Колгоспник» — колектив мав представляти Полтавщину та спортивне товариство «Колос». Серед запрошених гравців місцевих футболістів було небагато, а найкращим серед полтавців був страж воріт Станіслав Басюк. Першим тренером команди призначили Костянтина Скрипченка — відомого у минулому воротаря «Динамо» (Київ) та «Стахановця» (Донецьк). Перші 2 роки (1955—1956) грав у першості України серед колективів фізкультури і вже у 1956 здобуває Кубок УРСР, перемігши у фіналі «Машинобудівник». Такий успіх підштовхнув керівництво до того, щоб добитися включення Колгоспника до всесоюзних змагань у класі «Б».

### Виступи у класі «Б» (1957—1967)
Наступного, 1957 р. полтавці здобули право виступати у класі «Б», де провели 11 наступних сезонів. Перший сезон у класі «Б» «Колгоспник» завершив на 7 місці. Цього року у команді перші ігри провів нападник Євген Золотухін — найкращий бомбардир клубу у 1959, 1960 та 1961 рр. (всього — 38 голів у лізі). Але після закінчення першості головний тренер Йосип Лівшиц залишив команду і за ним пішло чимало важливих гравців. Тому наступного року команда опустилася на 14-те місце у чемпіонаті. У 1962 році Золотухін покинув клуб, але до «Колгоспника» повернувся відомий воротар Станіслав Басюк — у 1957 р. він починав кар'єру у Полтаві, згодом виступав за СКВО (Львів), ЦСКА (Москва) і луганські «Трудові резерви» (теперішня «Зоря»).
У 1965 році команда змінила назву на «Колос» і виступала під таким іменем до 1968 року, коли команду перейменовано на «Сільбуд».
З 1969 року полтавський колектив отримав нову назву — «Будівельник». Саме цього року у колективі кілька матчів зіграв нападник Юрій Ананченко — дворазовий володар Кубка СРСР у складі «Шахтаря». У 1968—1970 роках команда була середнячком у змаганнях другої групи класу «А», а після реорганізації радянського футболу у 1971 р. — постійним учасником ігор в українській зоні радянської другої ліги.

### Виступи у другій лізі та виліт з неї (1971—1982)
З середини 1970 року клуб тренував Юрій Войнов (чемпіон Європи 1960), а до команди запросили, зокрема, 21-річного нападника Віталія Старухіна, який у першому ж сезоні забив 15 голів. У 1972 році Войнов залишив команду, а Старухін перейшов до донецького «Шахтаря». 1973 року команда відновила назву «Колос».
Знаковим для полтавського футболу став 1974 рік — новим наставником став колишній гравець команди Віктор Носов, а 7 травня у грі проти вінницького «Локомотива» (1:1) свої перші м'ячі забив 16-річний Іван Шарій — майбутній найкращий голеадор команди у історії. Проте, вже наступного року Носов поїхав до Донецька. Шарій забив у 1975 році 11 голів і його запросило київське «Динамо».
Місцеві гравці не могли виконувати високі завдання і команда виступала невдало у другій лізі — лише 16-те місце у 1976 році та 21-те у 1977-му. Зрештою, «Колос» попрощався зі статусом команди майстрів у 1982 році, коли полтавці посіли останнє 24-те місце в 6-й зоні другої ліги. Колектив перестав існувати. Більшість футболістів перейшла до «Кооператора», який грав в аматорській першості України. Продовжувала працювати ДЮСШ «Колос», яка мала стати фундаментом для створення нової команди.

### 1984— ренесанс і нова назва
Взимку 1984 головну команду області відродили — під назвою «Ворскла». Повернулося багато гравців колишнього «Колоса» (Юрій Мармач, Іван Іванченко, Володимир Прокопиненко, Юрій Резник) і метою стало повернення до другої ліги радянського футболу. У сезоні 1984 полтавці пробилися до фінального турніру всеукраїнської першости серед КФК (колективів фізичної культури), але не зуміли виграти його. Наступного року «Ворскла» у вирішальній грі поступилася охтирському «Нафтовику» — 0:1. У 1986 році команда впевнено виграла аматорський чемпіонат УРСР і пробилася до другої ліги.
До Полтави після виступів у київському «Динамо» та одеському «Чорноморці» повернувся нападник Іван Шарій, приїхав колишній голкіпер «Таврії», «Шахтаря» і московського ЦСКА Олег Моргун, а колектив зайняв непогане 9-те місце (Шарій відзначився 22 рази). Наступного року «Ворскла» ще краще виступила, завоювавши «срібло» української зони. «Буковина (Чернівці)» набрала лише на 2 пункти більше. Кільканадцять ігор провів Андрій Ділай — колишній чемпіон СРСР у складі «Дніпра». Найкращим бомбардиром знову став Іван Шарій, який забив 20 м'ячів. Друге місце стало найвищим досягненням команди за всю історію виступів у чемпіонатах Радянського Союзу. У сезоні 1989 полтавці вдало зіграли у Кубку СРСР, коли дійшли до 1/16 фіналу, де у двоматчі виявилися слабшими від вищолігового «Жальгіріса» (1:0 і 1:5). У 1991 році стало зрозуміло, що це останній чемпіонат СРСР. Згідно з результатами українських команд у цій першості було сформовано вищу та першу ліги української національної першості у новому 1992 році. Але «Ворскла» виступила невдало — 19-те місце, тому у чемпіонатах України мусила починати з першої ліги.

### Чемпіонати незалежної України (із 1992)

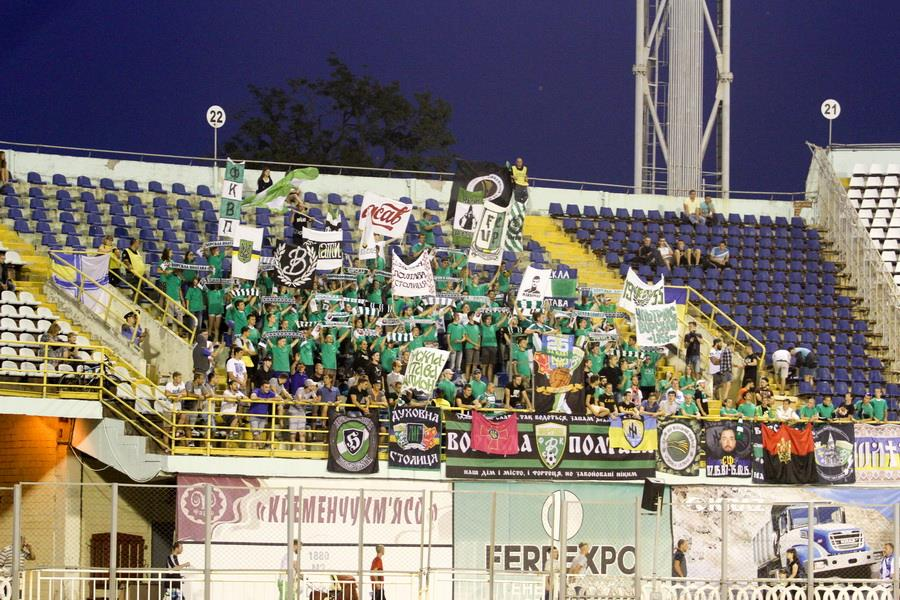
Фанати полтавської «Ворскли»

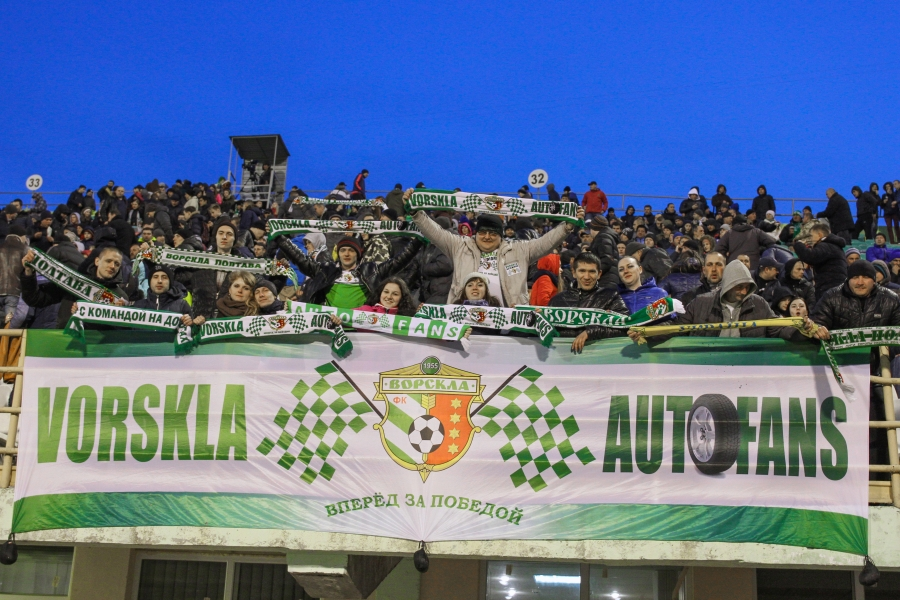
Автофани «Ворскли»

Надійним спонсором клубу від 1995 року став «Полтавгазпром». У першому ж сезоні у вищій лізі (1996/97), «ворскляни» здобули «бронзу» — найвищий результат в історії. Саме у тому сезоні «Ворскла» провела одну з найпамятніших матчів у своїй історії — проти київського «Динамо» (4:3).
На воротах стояв досвідчений Андрій Ковтун, в обороні грали, зокрема, Олександр Головко, Станіслав Боровський та Володимир Дичко. У півзахисті діяли ветеран Іван Яремчук (учасник чемпіонатів світу з футболу 1986 та 1990 років та володар Кубка володарів кубків 1986 року у складі київського «Динамо»), Віктор Богатир, Віталій Кобзар та капітан Ігор Кислов, а у нападі грали найкращий в історії бомбардир клубу Іван Шарій та Сергій Чуйченко, який став найрезультативнішим футболістом «Ворскли» того сезону (забивши 14 голів).
Це дозволило команді стартувати у єврокубках. В сезоні 1997/98 «Ворскла» пройшла ризьку «Дауґаву» (перемоги 3:1 у гостях та 2:1 на власному полі) у попередньому раунді Кубка УЄФА, проте поступилася «Андерлехту» (Брюссель) у першому кваліфікаційному етапі — по 0:2 на виїзді і вдома.
Наступного року полтавці зайняли 5-те місце і спробували пробитися до Кубка УЄФА через Кубок Інтертото, але пройти відбір у Кубку Інтертото не змогли. «Ворскла» ще раз вийшла у зону єврокубків після успішного сезону 1999/2000, коли клуб посів 4-те місце в чемпіонаті. В атакувальний діях вдало грали Віталій Кобзар та нападники Володимир Мазяр і Олександр Мелащенко, у півзахисті — Сергій Онопко (молодший брат відомого українського та російського футболіста Віктора Онопка), Олександр Омельчук та білоруси Михайло Маковський і Володимир Маковські, у звхисті — Ігор Мачоган, Сергій Баланчук та Віктор Доценко. На воротах грав Андрій Ковтун. Але в Кубку УЄФА жереб вибрав суперником українців «Боавішту» — португальці виграли обидві гри по 2:1. Цього сезону з Полтави пішли віковий воротар Андрій Ковтун, на місце якого взяли Сергія Долганського та нападника Олександра Мелащенка, якого купило «Динамо» (Київ). Долганський став одним з найстабільніших футболістів «Ворскли» у наступних сезонах.
Під час Помаранчевої революції 2004 року команду відмовився фінансувати найбільший спонсор НАК «Нафтогаз України». Вперше вона постала перед реальною загрозою зникнення, хоча була однією з найкращих в Україні. Тоді величезну підтримку клубу надали Констянтин Живаго, виконавчий директор Ferrexpo, який став почесним президентом команди, та Олег Бабаєв – політик та підприємець, який досі є президентом клубу.

### Сучасна історія команди

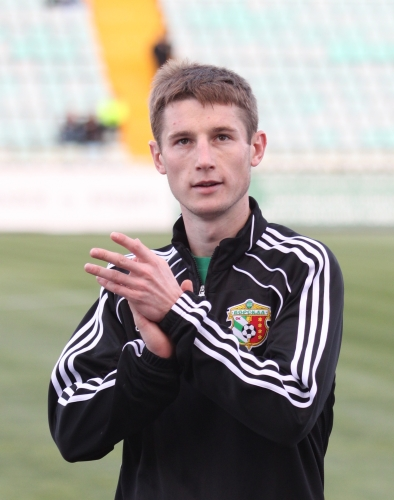
Володимир Чеснаков

Сезон 2008/09 став для «Ворскли» найуспішнішим за останні роки — попри перехід одного з лідерів команди Сергія Кравченка до «Динамо» (Київ) полтавці фінішували на 5-й позиції у чемпіонаті України і виграли перший трофей в історії клубу, Кубок України 2009.
Посівши у сезоні 2010/11 шосте місце у чемпіонаті України команда отримала право на участь у кваліфікації до Ліги Європи. Подолавши 3 етапи кваліфікації виграла у таких команд як «Гленторан» (5:0), «Слайго Роверз» (2:0) та «Динамо» (Бухарест) (5:3). У груповому етапі чемпіонату здобула всього два очка за нічиї із «Стандардом» (0:0) та «Копенгагеном» (1:1).
Завершення єврокубкового сезону 2011/12 було затьмарене достроковим розірванням контракту із боку головного тренера команди Миколи Павлова із яким «Ворскла» досягала успіхів починаючи з 2007 року. Перед початком нового сезону команда залишилася без тренера. Сезон 2012/13 став для «Ворскли» випробуванням, адже окрім проблем із тренерами, команда втратила багато талановитих футболістів: завершили кар'єру Дмитро Єсін та Василь Сачко, а в зимове міжсезоння з команди було продано трьох системоутворюючих гравців: Євгена Селіна, Романа Безуса та Олега Краснопьорова.
Сезон 2013/14 для команди розпочався із призначення нового головного тренера, яким став ветеран команди та місцева футбольна зірка Василь Сачко. У сезоні 2014/2015 разом з ним клуб отримав місце у відборі до Ліги Європи. В наступному сезоні вони намагалися пробратися до групового етапу. Суперником стала «Жиліна». Перший матч був дуже невдалий — 2:0 на користь суперника. Але у наступному матчі все змінилося. «Ворскла» тягнучи до останніх хвилин екстра-тайму вже зробила рахунок 3:0. І за 4 секунди до кінця матчу пропустила гол — 3:1. За правилами м'яча на виїзді команда залишає відбір.
У 2016 році «Ворскла» вдруге поспіль отримала право зіграти у Лізі Європи (у стартовому раунді за підсумками двох матчів поступилася загребському «Локомотиву»). Протягом сезону клуб відчував фінансові проблеми, що стало причиною втрати цілої групи гравців основного складу.
В сезоні 2017-18 посіла третє місце і вдруге в своїй історії виборола бронзові медалі УПЛ.
У сезоні 2019-20 на чолі з Юрієм Максимовим стала фіналістом Кубка України.
У сезоні 2023-24 на чолі з Сергієм Долганським стала фіналістом Кубка України.

## Уболівальники
Соціологічне опитування, проведене 2011 року, показало, що «Ворсклу» підтримують 4 % футбольних уболівальників центру країни та близько 1 % усіх уболівальників України (9-те місце за популярністю), а відповідно до аналізу пошукових запитів в Інтернеті 2012 року клуб був 8-м в Україні (1,5 % пошукових запитів).
У сезоні 1995/96 «зелено-білі» виграли першу лігу й стали найвідвідуванішою командою першості — їхні домашні матчі збирали в середньому 8,5 тисячі глядачів. Успішні виступи у вищій лізі наступного сезону (бронзові медалі) спричинили черговий злет відвідування — на полтавський стадіон того сезону ходили найбільше в Україні, матчі збирали в середньому майже 13 тисяч осіб.
На стадіоні «Ворскла» найвідданіші вболівальники підтримують клуб у 22-му секторі. Фани «Ворскли» приятелюють з уболівальниками «Чорноморця» й «Шахтаря», а неприятелями вважають фанатів «Металіста», «Карпат», «Динамо», «Зорі», «Іллічівця», «Металурга» (Донецьк) та «Арсенала».

### Відвідування
Середня відвідуваність домашніх матчів «Ворскли» у чемпіонаті країни:
- Сірий — друга ліга
- Салатовий — перша ліга

## Усі сезони

### Чемпіонати Радянського Союзу
| Сезон   | Ліга                              | Місце                | Ігор | В   | Н   | П   | М'ячі   | Очок |
| ------- | --------------------------------- | -------------------- | ---- | --- | --- | --- | ------- | ---- |
| 1955    | Чемпіонат УРСР серед КФК          | 3 (з 8 у своїй зоні) | 14   | 8   | 2   | 4   | 25-13   | 18   |
| 1955    | Чемпіонат УРСР серед КФК (фінал)  | 8 з 8                | 7    | 0   | 2   | 5   | 15-24   | 2    |
| 1956    | Чемпіонат УРСР серед КФК          | 2 з 8                | 14   | 8   | 4   | 2   | 23-11   | 20   |
| Всього: | 2 турніри                         | 2 турніри            | 35   | 16  | 8   | 11  | 63—48   | 40   |
| 1957    | Клас «Б», 2 зона                  | 12 з 18              | 34   | 12  | 4   | 18  | 43‑57   | 28   |
| 1958    | Клас «Б», 2 зона                  | 7 з 16               | 30   | 12  | 10  | 8   | 32‑27   | 34   |
| 1959    | Клас «Б», 2 зона                  | 14 з 15              | 28   | 6   | 6   | 16  | 23‑46   | 18   |
| 1960    | Клас «Б», УРСР, 2 зона            | 13 з 19              | 36   | 10  | 9   | 17  | 45‑51   | 29   |
| 1961    | Клас «Б», УРСР, 2 зона            | 9 з 19               | 36   | 12  | 12  | 12  | 40-39   | 36   |
| 1962    | Клас «Б», УРСР, 1 зона            | 12 з 13              | 24   | 4   | 10  | 10  | 27‑37   | 18   |
| 1962    | Клас «Б», УРСР (29‑39 місця)      | 34 з 39              | 10   | 3   | 4   | 3   | 14‑11   | 10   |
| 1963    | Клас «Б», УРСР, 2 зона            | 18 з 40              | 40   | 16  | 10  | 14  | 42‑37   | 42   |
| 1964    | Клас «Б», УРСР, 2 зона            | 4 з 16               | 30   | 13  | 11  | 6   | 35‑21   | 37   |
| 1964    | Клас «Б», УРСР (7-12 місця)       | 7 з 41               | 8    | 5   | 2   | 1   | 12-7    | 12   |
| 1965    | Клас «Б», УРСР, 1 зона            | 3 з 16               | 30   | 11  | 14  | 5   | 32‑19   | 36   |
| 1965    | Клас «Б», УРСР (7-12 місця)       | 12 з 45              | 10   | 2   | 2   | 6   | 7‑13    | 6    |
| 1966    | Клас «Б», УРСР, 1 зона            | 10 з 40              | 40   | 14  | 14  | 12  | 51‑37   | 42   |
| 1967    | Клас «Б», УРСР, 2 зона            | 10 з 21              | 40   | 13  | 14  | 13  | 37‑38   | 40   |
| Всього: | 11 турнірів                       | 11 турнірів          | 396  | 133 | 122 | 141 | 437-440 | 388  |
| 1968    | Друга група класу «А», 1 підгрупа | 5 з 21               | 40   | 18  | 13  | 9   | 50‑34   | 49   |
| 1969    | Друга група класу «А», 3 підгрупа | 10 з 22              | 42   | 14  | 15  | 13  | 34-33   | 43   |
| 1970    | Друга група класу «А», 3 підгрупа | 13 з 22              | 42   | 13  | 13  | 16  | 33-34   | 39   |
| Всього: | 3 турніри                         | 3 турніри            | 124  | 45  | 41  | 38  | 117-99  | 131  |
| 1971    | Друга ліга, 1 зона                | 8 з 26               | 50   | 21  | 13  | 16  | 54‑43   | 55   |
| 1972    | Друга ліга, 1 зона                | 11 з 24              | 46   | 17  | 17  | 12  | 44‑45   | 51   |
| 1973    | Друга ліга, 1 зона                | 18 з 23              | 44   | 12  | 7+1 | 24  | 44‑68   | 31   |
| 1974    | Друга ліга, 6 зона                | 15 з 20              | 38   | 9   | 17  | 12  | 25‑29   | 35   |
| 1975    | Друга ліга, 6 зона                | 9 з 17               | 32   | 11  | 10  | 11  | 44‑41   | 32   |
| 1976    | Друга ліга, 6 зона                | 16 з 20              | 38   | 12  | 9   | 17  | 38‑44   | 33   |
| 1977    | Друга ліга, 2 зона                | 21 з 23              | 44   | 10  | 8   | 26  | 36‑64   | 28   |
| 1978    | Друга ліга, 2 зона                | 16 з 23              | 44   | 14  | 9   | 21  | 40‑53   | 37   |
| 1979    | Друга ліга, 2 зона                | 11 з 24              | 46   | 18  | 9   | 19  | 48‑52   | 45   |
| 1980    | Друга ліга, 5 зона                | 21 з 23              | 44   | 9   | 13  | 22  | 37‑61   | 31   |
| 1981    | Друга ліга, 5 зона                | 19 з 23              | 44   | 11  | 16  | 17  | 33‑61   | 38   |
| 1982    | Друга ліга, 6 зона                | 24 з 24              | 46   | 10  | 14  | 22  | 21‑44   | 34   |
| 1984    | Чемпіонат УРСР серед КФК (4 зона) | 1 з 9                | 16   | 11  | 3   | 2   | 33‑13   | 25   |
| 1984    | Чемпіонат УРСР серед КФК (фінал)  |                      |      |     |     |     |         |      |
| 1985    | Чемпіонат УРСР серед КФК (4 зона) | 1 з 8                | 14   | 11  | 2   | 1   | 37-10   | 24   |
| 1985    | Чемпіонат УРСР серед КФК (фінал)  | 3 з 6                | 5    | 3   | 1   | 1   | 8-3     | 7    |
| 1986    | Чемпіонат УРСР серед КФК (3 зона) | 1 з 9                | 16   | 13  | 1   | 2   | 45-13   | 27   |
| 1986    | Чемпіонат УРСР серед КФК (фінал)  | 1 з 6                | 5    | 4   | 1   | 0   | 11-1    | 9    |
| 1987    | Друга ліга, 6 зона                | 9 з 27               | 52   | 22  | 14  | 16  | 74‑59   | 58   |
| 1988    | Друга ліга, 6 зона                | 2 з 26               | 50   | 30  | 8   | 12  | 70‑42   | 68   |
| 1989    | Друга ліга, 6 зона                | 8 з 27               | 52   | 24  | 10  | 18  | 62‑55   | 58   |
| 1990    | Друга ліга, Захід                 | 12 з 22              | 42   | 15  | 11  | 16  | 47‑51   | 41   |
| 1991    | Друга ліга, Захід                 | 19 з 22              | 42   | 10  | 11  | 21  | 39‑60   | 31   |

### Чемпіонати України
| Сезон   | Ліга        | Місце                     | Ігор | В   | Н   | П   | М'ячі   | Очок | Бомбардири                           |
| ------- | ----------- | ------------------------- | ---- | --- | --- | --- | ------- | ---- | ------------------------------------ |
| 1992    | перша       | 8 (з 14 у своїй підгрупі) | 26   | 12  | 5   | 9   | 33-25   | 29   | О. Піндєєв - 9                       |
| 1992/93 | перша       | 4 з 22                    | 42   | 21  | 9   | 12  | 57‑46   | 51   | О. Піндєєв - 17                      |
| 1993/94 | перша       | 10 з 20                   | 38   | 14  | 7   | 17  | 28-52   | 35   | В. Манасян - 8                       |
| 1994/95 | перша       | 11 з 22                   | 42   | 17  | 8   | 17  | 49-48   | 59   | Ю. Соболь - 10                       |
| 1995/96 | перша       | 1 з 22                    | 42   | 32  | 7   | 3   | 92‑37   | 103  | С. Чуйченко - 23                     |
| Всього: | 5 турнірів  | 5 турнірів                | 190  | 96  | 36  | 58  | 259—208 | 324  | 1. О. Піндєєв - 34                   |
| 1996/97 | вища        | 3 з 16                    | 30   | 17  | 7   | 6   | 50-26   | 58   | С. Чуйченко - 14                     |
| 1997/98 | вища        | 5 з 16                    | 30   | 15  | 4   | 11  | 41‑46   | 49   | С. Чуйченко і О. Антюхін - 5         |
| 1998/99 | вища        | 10 з 16                   | 30   | 10  | 5   | 15  | 36‑43   | 35   | І. Костюк - 9                        |
| 1999/00 | вища        | 4 з 16                    | 30   | 14  | 7   | 9   | 50‑34   | 49   | В. Мазяр - 10                        |
| 2000/01 | вища        | 12 з 14                   | 26   | 6   | 5   | 15  | 16‑29   | 23   | О. Омельчук - 4                      |
| 2001/02 | вища        | 11 з 14                   | 26   | 6   | 7   | 13  | 19‑33   | 25   | І. Маковей - 4                       |
| 2002/03 | вища        | 11 з 16                   | 30   | 8   | 8   | 14  | 26‑41   | 32   | С. Шевцов - 8                        |
| 2003/04 | вища        | 14 з 16                   | 30   | 6   | 9   | 15  | 26‑49   | 27   | С. Шевцов, Лакі Ідахор - 5           |
| 2004/05 | вища        | 14 з 16                   | 30   | 8   | 6   | 16  | 18‑35   | 30   | В. Мілєнковіч - 4                    |
| 2005/06 | вища        | 10 з 16                   | 30   | 9   | 10  | 11  | 28‑34   | 37   | С. Епуряну і Д. Главіна - 6          |
| 2006/07 | вища        | 13 з 16                   | 30   | 7   | 10  | 13  | 23-28   | 31   | С. Кравченко - 4                     |
| 2007/08 | вища        | 8 з 16                    | 30   | 9   | 9   | 12  | 28-30   | 36   | Д. Цуррі - 6                         |
| 2008/09 | вища        | 5 з 16                    | 30   | 14  | 7   | 9   | 32-26   | 49   | Й. Маркоскі - 6                      |
| 2009/10 | вища        | 10 з 16                   | 30   | 6   | 13  | 11  | 29-32   | 31   | Й. Маркоскі - 7                      |
| 2010/11 | Прем'єр     | 6 з 16                    | 30   | 10  | 9   | 11  | 37-32   | 39   | В. Сачко - 10                        |
| 2011/12 | Прем'єр     | 8 з 16                    | 30   | 9   | 10  | 11  | 38-43   | 37   | А. Янузі - 8                         |
| 2012/13 | Прем'єр     | 12 з 16                   | 30   | 8   | 7   | 15  | 31-36   | 31   | А. Громов - 7                        |
| 2013/14 | Прем'єр     | 8 з 15                    | 28   | 10  | 10  | 8   | 36-38   | 40   | А. Яховіч, О. Міщенко, А. Громов - 6 |
| 2014/15 | Прем'єр     | 5 з 14                    | 26   | 11  | 9   | 6   | 35-22   | 42   | О. Ковпак - 8                        |
| 2015/16 | Прем'єр     | 5 з 14                    | 26   | 11  | 9   | 6   | 32-26   | 42   | А. Шиндер - 8                        |
| 2016/17 | Прем'єр     | 7 з 12                    | 32   | 11  | 9   | 12  | 32-32   | 42   | Д. Хльобас - 8                       |
| 2017/18 | Прем'єр     | 3 з 12                    | 32   | 14  | 7   | 11  | 37-35   | 49   | Ю. Коломоєць - 9                     |
| 2018/19 | Прем'єр     | 7 з 12                    | 32   | 12  | 6   | 14  | 31-43   | 42   | В. Шарпар - 6                        |
| 2019/20 | Прем'єр     | 10 з 12                   | 32   | 9   | 7   | 16  | 23-48   | 34   | Р. Степанюк, Д. Васін - по 4         |
| 2020/21 | Прем'єр     | 5 з 14                    | 26   | 11  | 8   | 7   | 37-30   | 41   | В. Кулач - 15                        |
| 2021/22 | Прем'єр     | 5 з 16                    | 18   | 9   | 6   | 3   | 30-18   | 33   | О. Тілль - 8                         |
| 2022/23 | Прем'єр     | 5 з 16                    | 30   | 13  | 6   | 11  | 38-37   | 45   | Т. Сефері - 13                       |
| 2023/24 | Прем'єр     | 9 з 16                    | 30   | 9   | 6   | 15  | 30-46   | 33   | Р. Степанюк - 7                      |
| 2024/25 | Прем'єр     | 13 з 16                   | 30   | 6   | 9   | 15  | 24-38   | 27   | Д. Ндукве - 4                        |
| Всього: | 27 турнірів | 27 турнірів               | 780  | 262 | 212 | 305 | 845—932 | 998  |                                      |

| №     | Гравець          | Роки             | Г  |
| ----- | ---------------- | ---------------- | -- |
| 1.    | Руслан Степанюк  | 2020-24          | 29 |
| 2     | Ахмед Янузі      | 2007-2015        | 28 |
| 3     | Владислав Кулач  | 2017-19, 2020-21 | 27 |
| 4     | Артем Громов     | 2010-16          | 25 |
| 5     | Юрій Коломоєць   | 2016, 2017-19    | 21 |
| 6     | Роман Безус      | 2009-13          | 20 |
| 7-8   | Йован Маркоський | 2006-15          | 19 |
| 8-8   | Сергій Чуйченко  | 1996-98          | 19 |
| 9-10  | Василь Сачко     | 2008-12          | 18 |
| 10-10 | Дебатік Цуррі    | 2005-10          | 18 |

## Єврокубки
| Сезон   | Турнір                | Раунд         |                    | Клуб               | Вдома  | На виїзді | Загалом |
| ------- | --------------------- | ------------- | ------------------ | ------------------ | ------ | --------- | ------- |
| 1997—98 | Кубок УЄФА            | 1Q            | Латвія             | Даугава (Рига)     | 2-1    | 3-1       | 5-2     |
| 1997—98 | Кубок УЄФА            | 2Q            | Бельгія            | Андерлехт          | 0-2    | 0-2       | 0-4     |
| 2000—01 | Кубок УЄФА            | 1Q            | Північна Македонія | Работнічкі         | 2-0    | 2-0       | 4-0     |
| 2000—01 | Кубок УЄФА            | 1             | Португалія         | Боавішта           | 1-2    | 1-2       | 2-4     |
| 2009—10 | Ліга Європи УЄФА      | Плей-оф       | Португалія         | Бенфіка            | 2-1    | 0-4       | 2-5     |
| 2011—12 | Ліга Європи УЄФА      | 2Q            | Північна Ірландія  | Гленторан          | 3-0    | 2-0       | 5-0     |
| 2011—12 | Ліга Європи УЄФА      | 3Q            | Ірландія           | Слайго Роверз      | 0-0    | 2-0       | 2-0     |
| 2011—12 | Ліга Європи УЄФА      | Плей-оф       | Румунія            | Динамо (Бухарест)  | 2-1    | 3-2       | 5-3     |
| 2011—12 | Ліга Європи УЄФА      | Груповий етап | Данія              | Копенгаген         | 1-1    | 0-1       | 1-2     |
| 2011—12 | Ліга Європи УЄФА      | Груповий етап | Німеччина          | Ганновер 96        | 1-2    | 1-3       | 2-5     |
| 2011—12 | Ліга Європи УЄФА      | Груповий етап | Бельгія            | Стандард (Льєж)    | 1-3    | 0-0       | 1-3     |
| 2015—16 | Ліга Європи УЄФА      | 3Q            | Словаччина         | Жиліна             | 3–1 дч | 0–2       | 3–3 (ч) |
| 2016—17 | Ліга Європи УЄФА      | 3Q            | Хорватія           | Локомотива         | 2–3    | 0–0       | 2–3     |
| 2018—19 | Ліга Європи УЄФА      | Груповий етап | Англія             | Арсенал (Лондон)   | 0-3    | 2-4       | 2-7     |
| 2018—19 | Ліга Європи УЄФА      | Груповий етап | Азербайджан        | Карабах (Агдам)    | 0-1    | 1-0       | 1-1     |
| 2018—19 | Ліга Європи УЄФА      | Груповий етап | Португалія         | Спортінг (Лісабон) | 1-2    | 0-3       | 1-5     |
| 2021-22 | Ліга конференцій УЄФА | 2Q            | Фінляндія          | КуПС (Куопіо)      | 2-3 дч | 2-2       | 4-5     |
| 2022-23 | Ліга конференцій УЄФА | 2Q            | Швеція             | АІК (Стокгольм)    | 0-2    | 3-2       | 3-4     |
| 2023-24 | Ліга конференцій УЄФА | 2Q            | Грузія             | Діла (Горі)        | 2-1    | 1-3       | 3-4     |
|         |                       | І             | В                  | Н                  | П      | М         | О       |
| Усього: |                       | 37            | 14                 | 5                  | 18     | 47-57     | 32      |

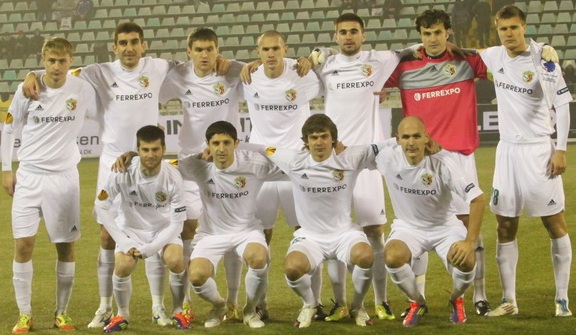
«Ворскла» перед матчем з «Копенгагеном»

Кращі бомбардири в ЄК: Віталій Кобзар і Олександр Мелащенко - по 3 гола

## Досягнення
- Чемпіонат УРСР
  - Срібний призер: 1988
- Кубок УРСР
  - Володар: 1956
- Перша ліга
  - Чемпіон: 1995/96
- Чемпіонат України
  - Бронзовий призер: 1996/97, 2017/18
  - Трофей престижу: 2016/17, 2018/19
- Кубок України
  - Володар: 2008/09
  - Фіналіст: 2019/20, 2023/24
- Суперкубок України
  - Фіналіст: 2009

## Відомі футболісти

### Футболіст року в Україні— номінанти

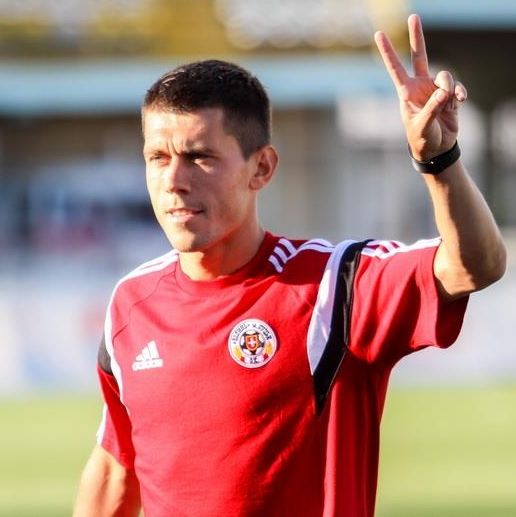
Сергій Кравченко

- Іван Шарій (1995,1996,1998)
- Сергій Чуйченко (1996)
- Андрій Ковтун (1996)
- Віталій Кобзар (1996,1999)
- Василь Гречаний (1996)
- Ігор Костюк (1999)
- Володимир Мазяр (1999)
- Олександр Першин (1999)
- Андрій Головко (1999,2000)
- Володимир Мусолітін (1999)
- Олександр Омельчук (2000)
- Юрій Целих (2004,2005)
- Андрій П'ятов (2006)
- Сергій Кравченко (2008)
- Роман Безус (2011)
- Артем Громов (2014)
- Владислав Кулач (2018)
- Ігор Пердута (2018)
- Владислав Кулач (2020)
- Руслан Степанюк (2020)

### Топ-50
У 2010 році інтернет-видання Football.ua провело опитування і надрукувало список найкращих гравців в історії клубу:.
1. Юрій Москалець
2. Іван Шарій
3. Ігор Кислов
4. Геннадій Медведєв
5. Іван Іванченко
6. Сергій Чуйченко
7. Дебатік Цуррі
8. Юрій Резник
9. Віталій Кобзар
10. Йован Маркоський
11. Віктор Бичков
12. Сергій Долганський
13. Володимир Войтенко
14. Анатолій Дяченко
15. Вазген Манасян
16. Сергій Онопко
17. Олександр Піндєєв
18. Борис Карпенко
19. Степан Котора
20. Арменд Даллку
21. Василь Сальков
22. Сергій Доронченко
23. Євген Назарук
24. Віктор Петрук
25. Василь Сачко
26. Олександр Омельчук
27. Віталій Бардешин
28. Борис Маслов
29. Андрій Ковтун
30. Андрій Хомин
31. Сергій Лукаш
32. Ігор Мачоган
33. Анатолій Хижняк
34. Станіслав Басюк
35. Олег Моргун
36. Володимир Борисов
37. Олег Кривенко
38. Григорій Ярмаш
39. Ігор Костюк
40. Володимир Попіневський
41. Анатолій Вітков
42. Андрій Пятов
43. Анатолій Штриголь
44. Петро Ротань
45. Віталій Старухін
46. Юрій Мармач
47. Віктор Носов
48. Сергій Кравченко
49. Лер Гедеванішвілі
50. Володимир Дичко

## Тренери
- Костянтин Скрипченко
- Йосип Ліфшиць
- Геннадій Дуганов
- Віктор Носов (1974 — 1975)
- Олександр Алпатов
- Володимир Аксьонов
- Віктор Пожечевський (1985 — 1989)
- Геннадій Лисенчук (1990)
- Віктор Пожечевський (1991)
- Леонід Колтун
- Сергій Доценко
- Віктор Пожечевський (третє місце в чемпіонаті України 1996—1997)
- Анатолій Коньков (8 жовтня 1998 — 15 серпня 2000 року)
- Сергій Морозов (21 серпня 2000 року — 18 червня 2001 року)
- Андрій Баль (з 2 липня 2001 року — 19 серпня 2003 року)
- Олег Моргун (в.о. 19 серпня 2003 року — 28 серпня 2003 року)
- Олег Долматов (28 серпня 2003 року — 30 жовтня 2003 року)
- Олег Моргун (в.о. 30 жовтня 2003 року — 25 грудня 2003 року)
- Володимир Лозинський (25 грудня 2003 року — 1 липня 2004 року)
- Володимир Мунтян (1 липня 2004 року — 16 червня 2005 року)
- Віктор Носов (17 червня 2005 — липень 2007)
- Анатолій Момот (в.о. 6 липня 2007 року — 27 грудня 2007 року)
- Микола Павлов (27 грудня 2007 року — травень 2012 року) (Кубок України 2008/2009)
- Вадим Євтушенко (8 червня — 15 серпня 2012 року)
- Сергій Свистун (в.о. 15 серпня 2012 — 10 червня 2013 року)
- Василь Сачко (10 червня 2013 року — березень 2019) (третє місце в чемпіонаті України 2017-2018)
- Віталій Косовський (в.о. березень 2019, тренер з 4 червня 2019)
- Юрій Максимов (15 листопада 2019 року — 31 травня 2022 року) (фіналіст Кубка України 2019—2020)
- Віктор Скрипник (1 липня 2022 року — 20 грудня 2023 року)
- Сергій Долганський (в.о. 20 грудня 2023 року — 23 жовтня 2024 року) (фіналіст Кубка України 2023—2024)
- Юрій Максимов (24 жовтня 2024 року — 9 червня 2025 року)
- Желько Любенович (24 червня — 10 липня 2025 року)
- Олександр Бабич (з 15 липня 2025 року)

## Склад команди
Станом на 11 серпня 2025  року відповідно до офіційної заявки на сайті ПФЛ
| №  | Поз. | Нац.    | Гравець                 |
| -- | ---- | ------- | ----------------------- |
| 1  | ВР   | Україна | Кирило Лавута           |
| 31 | ВР   | Україна | Богдан Васецький        |
| 2  | ЗХ   | Україна | Тарас Дмитрук           |
| 14 | ЗХ   | Нігерія | Принс Чібуезе           |
| 21 | ЗХ   | Україна | Владислав Дворовенко    |
| 23 | ЗХ   | Україна | Михайло Шершень         |
| 29 | ЗХ   | Україна | Вадим Червак            |
| 43 | ЗХ   | Україна | Едуард Романець         |
| 5  | ПЗ   | Україна | Дмитро Пріхна (капітан) |
| 8  | ПЗ   | Україна | Микита Татарков         |

| №  | Поз. | Нац.    | Гравець                 |
| -- | ---- | ------- | ----------------------- |
| 10 | ПЗ   | Україна | Богдан Мишенко          |
| 11 | ПЗ   | Україна | Антон Байдал            |
| 17 | ПЗ   | Україна | Владислав Семотюк       |
| 20 | ПЗ   | Україна | Максим Андрущенко       |
| 47 | ПЗ   | Україна | Нікіта Багінський       |
| 52 | ПЗ   | Україна | Нікіта Крохмаль         |
| 77 | ПЗ   | Україна | Алекс Чідомере          |
| 99 | ПЗ   | Україна | Артем Сердюк            |
| 7  | НП   | Україна | Владислав Войцеховський |
| 9  | НП   | Україна | Матвій Буренко          |

## Емблеми клубу
Форма і стилістика логотипу:
Форма – геральдичний щит, що складається із кількох базових символів клубу;
Стиль – неокласицизм і авторське рішення з урахуванням характеру регіону;
Основні кольори сучасної емблеми клубу:
а) білий, зелений — офіційні кольори клубу;
б) бордово-малиновий — колір герба міста;
в) золотисто-жовтий — колір перемоги й достатку.
Базові символи емблеми:
- Круглий картуш і рік заснування клубу — точка відліку великого початку;
- Геральдичні крила, що обрамлюють картуш — прагнення до найвищих цілей;
- Символічна стрічка з назвою клубу — інформативна презентація назви клубу;
- Центральний щит — символ міцного захисту і неприступності;
- Стріла і лук в нижній частині — готовність вистрілити будь-якої миті;
- М'яч — головний футбольний символ (правильне розташування чорних ромбів);
- Чотири шестикінечні зірки — головні символи герба міста — символи світла й успіху.[12]

Сучасна емблема клубу
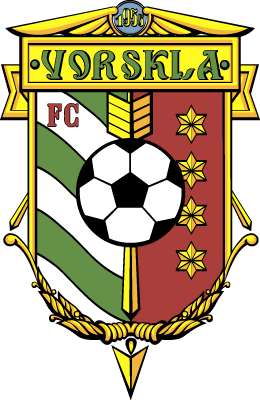
Емблема у 2006-2010 роках
Емблема до 2006 року
Колишня емблема
Емблема до 1995 року
Емблема «Колоса»
Емблема «Будівельника»